# Karlsruhe
Karlsruhe ([ˈkaɐ̯lsˌʁuːə]ⓘ; literalmente en español «Reposo de Carlos») es la tercera ciudad más grande de Baden-Wurtemberg en el suroeste de Alemania (después de Stuttgart y Mannheim), a 15 km de la frontera con Francia.
Karlsruhe fue fundada en 1715 como ciudad barroca y fue capital del Gran Ducado de Baden. Debido al plan urbanístico con arreglo al cual se fundó, sus calles irradian toda la ciudad. Por esta razón se la conoce como Fächerstadt («Ciudad abanico»). Karlsruhe es la capital y ciudad de residencia del antiguo estado de Baden.
Karlsruhe también es hoy la capital del Distrito Rural de Karlsruhe, aunque no forma parte de él. Desde 1950, el Tribunal Constitucional Federal Alemán (Bundesverfassungsgericht) y el Tribunal Federal (Bundesgerichtshof) tienen sus sedes en Karlsruhe, por lo que la ciudad es llamada la sede de la justicia.

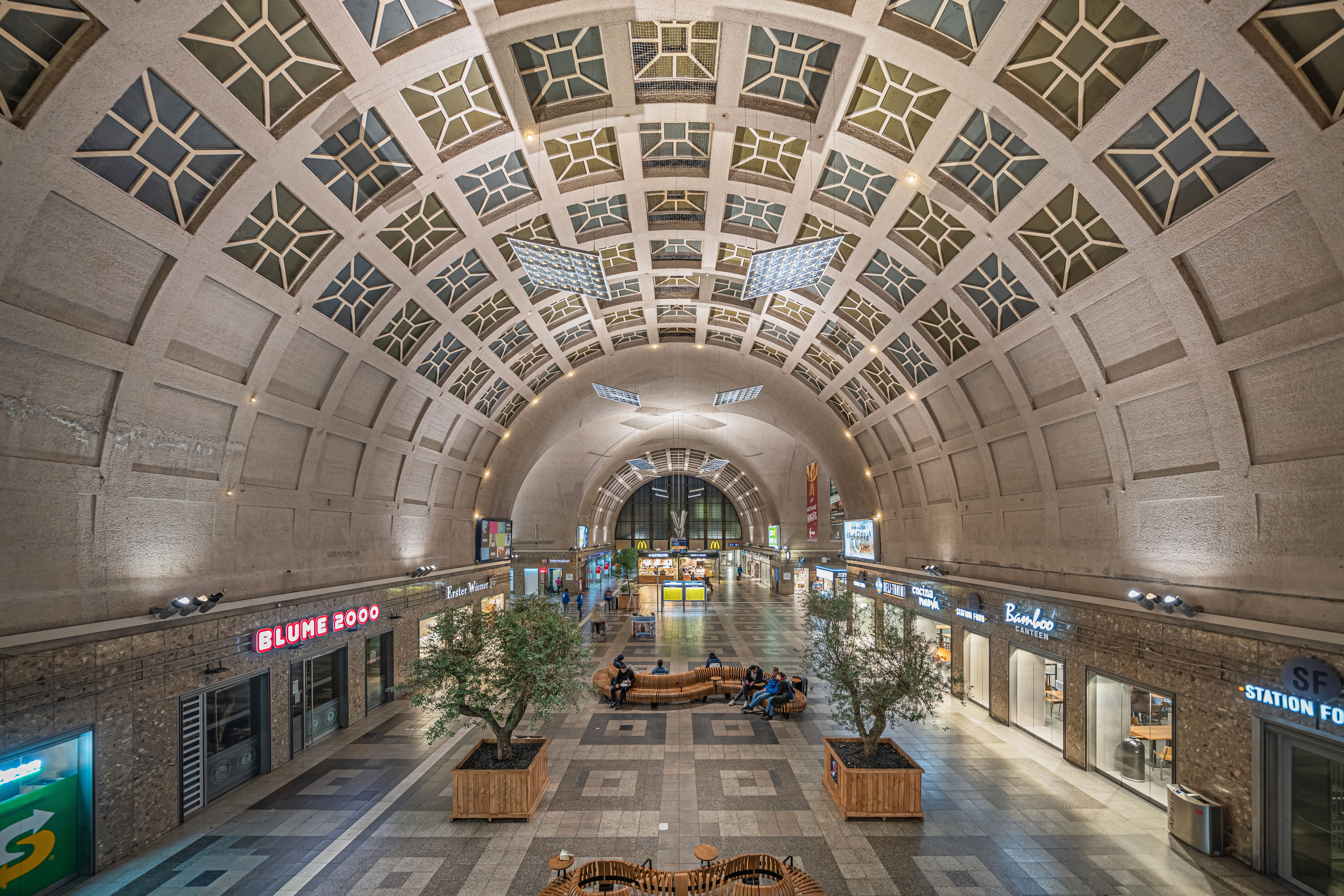
Estación de trenes de Karlsruhe

## Clima
Karlsruhe tiene una temperatura media anual de 11,4 °C y es una de las ciudades más cálidas y soleadas de Alemania, con una insolación anual de 1840 horas. Los inviernos en Karlsruhe suelen ser suaves para el promedio alemán.
| Parámetros climáticos promedio de Karlsruhe normales 1991-2008 (Rheinstetten 2008-2020), extremos 1948–2020 | Parámetros climáticos promedio de Karlsruhe normales 1991-2008 (Rheinstetten 2008-2020), extremos 1948–2020 | Parámetros climáticos promedio de Karlsruhe normales 1991-2008 (Rheinstetten 2008-2020), extremos 1948–2020 | Parámetros climáticos promedio de Karlsruhe normales 1991-2008 (Rheinstetten 2008-2020), extremos 1948–2020 | Parámetros climáticos promedio de Karlsruhe normales 1991-2008 (Rheinstetten 2008-2020), extremos 1948–2020 | Parámetros climáticos promedio de Karlsruhe normales 1991-2008 (Rheinstetten 2008-2020), extremos 1948–2020 | Parámetros climáticos promedio de Karlsruhe normales 1991-2008 (Rheinstetten 2008-2020), extremos 1948–2020 | Parámetros climáticos promedio de Karlsruhe normales 1991-2008 (Rheinstetten 2008-2020), extremos 1948–2020 | Parámetros climáticos promedio de Karlsruhe normales 1991-2008 (Rheinstetten 2008-2020), extremos 1948–2020 | Parámetros climáticos promedio de Karlsruhe normales 1991-2008 (Rheinstetten 2008-2020), extremos 1948–2020 | Parámetros climáticos promedio de Karlsruhe normales 1991-2008 (Rheinstetten 2008-2020), extremos 1948–2020 | Parámetros climáticos promedio de Karlsruhe normales 1991-2008 (Rheinstetten 2008-2020), extremos 1948–2020 | Parámetros climáticos promedio de Karlsruhe normales 1991-2008 (Rheinstetten 2008-2020), extremos 1948–2020 | Parámetros climáticos promedio de Karlsruhe normales 1991-2008 (Rheinstetten 2008-2020), extremos 1948–2020 |
| Mes | Ene. | Feb. | Mar. | Abr. | May. | Jun. | Jul. | Ago. | Sep. | Oct. | Nov. | Dic. | Anual |
| --- | --- | --- | --- | --- | --- | --- | --- | --- | --- | --- | --- | --- | --- |
| Temp. máx. abs. (°C)                                                                                        | 17.5 | 22.0 | 26.7 | 30.4 | 33.3 | 37.3 | 39.2 | 40.2 | 33.2 | 29.5 | 22.0 | 19.2 | 40.2 |
| Temp. máx. media (°C)                                                                                       | 5.3 | 7.3 | 12.1 | 17.1 | 21.0 | 24.7 | 27.0 | 26.8 | 21.8 | 16.0 | 9.5 | 6.0 | 16.2 |
| Temp. media (°C)                                                                                            | 2.5 | 3.5 | 7.1 | 11.2 | 15.3 | 18.9 | 20.8 | 20.4 | 15.8 | 11.1 | 6.3 | 3.3 | 11.4 |
| Temp. mín. media (°C)                                                                                       | -0.3 | -0.0 | 2.5 | 5.3 | 9.4 | 13.0 | 15.0 | 14.6 | 10.7 | 7.1 | 3.2 | 0.6 | 6.8 |
| Temp. mín. abs. (°C)                                                                                        | -20.0 | -15.9 | -14.6 | -5.3 | -0.9 | 3.6 | 6.9 | 6.3 | 1.4 | -4.1 | -9.3 | -18.7 | -20 |
| Precipitación total (mm)                                                                                    | 57.0 | 52.6 | 52.4 | 45.2 | 75.7 | 70.2 | 77.2 | 62.0 | 54.8 | 66.5 | 64.4 | 72.0 | 750 |
| Horas de sol                                                                                                | 57.4 | 85.1 | 143.7 | 196.8 | 223.7 | 239.7 | 257.0 | 239.9 | 180.8 | 111.8 | 60.9 | 43.0 | 1839.8 |
| Fuente: Deutscher Wetterdienst                                                                              | | | | | | | | | | | | | |

## Historia
- 1715, el margrave Carlos Guillermo de Baden-Durlach funda la ciudad.
- 1806, Karlsruhe se convierte en la residencia del Gran Ducado de Baden en el marco de la Confederación del Rin.
- 1835, Gran Duque Luis I de Baden funda la primera universidad técnica de Alemania
- 1860, se celebra en Karlsruhe el primer congreso de química, conocido como Congreso de Karlsruhe, convocado para debatir sobre la naturaleza atómica de la materia, la nomenclatura química y los pesos atómicos.[2]
- Durante la Primera Guerra Mundial, la ciudad con sus fábricas de armamento y su estación de ferrocarril es objeto de 14 ataques aéreos.
- 1918, con la Revolución de Noviembre la ciudad se convierte en capital del Estado libre de Baden.
- 1945, tras el final de la Segunda Guerra Mundial alrededor de un 38 % de la ciudad estaba destruida. Karlsruhe quedó incluida en la zona de ocupación estadounidense.
- 1950, se instala en Karlsruhe el tribunal de casación de la RFA.
- 1952, la ciudad es incorporada al nuevo estado federado de Baden-Wurtemberg.
- 1977, el fiscal federal general Siegfried Buback es asesinado por la Fracción del Ejército Rojo.
- 1980, se funda en Karlsruhe el partido político estatal ecologista Die Grünen, partido que separándose de dogmas ideológicos conservacionistas o puramente de izquierdas, incluiría la defensa de los recursos naturales, aparte de la democracia radical (de bases) y el pacifismo en su discurso y objetivos.
- 1984, los primeros correos electrónicos se envían y reciben en la Universidad de Karlsruhe.
- 1989, 1965 atletas celebran los Juegos Mundiales en Karlsruhe.
- 2005, Karlsruhe recibe el título "Ort der Vielfalt" (significa «lugar de diversidad») del gobierno federal.
- 2010, el trabajo de construcción del Kombilösung comienza. Después del construcción del Kombilösung, no habrá más tranvías en la zona peatonal, sino que correrán bajo tierra.

## Religión
En 1556 se introduce la Reforma luterana en el Margraviato de Baden-Durlach. En 1715 Karl Wilhelm proclama la libertad religiosa. Pronto atrajo a los primeros católicos y judíos. En 1771 Karl Friedrich de Baden-Durlach heredó los bienes de la extinta línea de Baden-Baden, que había permanecido católica y, al igual que Carlos Federico I de Baden, promovía la tolerancia religiosa. Hoy en día, el porcentaje de católicos (32,7 %) y protestantes (30,6 %) en la población total es aproximadamente la misma.
Karlsruhe es la sede de la comunidad judía religiosa de Baden, tiene una sinagoga, un rabino de Jabad y varios cementerios judíos.

## Economía
En 2009 Karlsruhe alcanzó el sexto lugar entre las ciudades en Alemania en Initiative Neue Soziale Marktwirtschaft. En Karlsruhe hay una casa de moneda, una de las cinco del Gobierno alemán, fundada en 1827. En ella se acuña el 40 % de las monedas en circulación en la República Federal de Alemania y se marcan con la letra «G». Esta ciudad, como el resto de Baden-Wurtemberg, disfruta de uno de los más altos niveles de riqueza económica en la Unión Europea (UE).

## Infraestructuras

### Transporte público
El transporte público consta de ocho líneas de tranvía y metro. En las afueras de la ciudad se completa el transporte con autobuses.

#### Red de líneas
1 Durlach – Oberreut 
2  Wolfartsweier – Siemensallee 
3 Tivoli - Heide
4 Jägerhaus/Waldstadt – Tivoli 
5 Rintheim - Rheinhafen
6 Hirtenweg / Technologiepark – Rappenwört
8 Wolfartsweier – Aue – Durlach

### Ferrocarril
Karlsruhe es un importante nudo ferroviario, en parte debido al ferrocarril del valle del Rin, que va desde Mannheim hasta Basilea, una de las líneas más concurridas de tren en Alemania. Existen conexiones directas con todas las grandes ciudades alemanas. Desde el verano de 2007, opera el tren de alta velocidad francés TGV desde la estación principal de Karlsruhe y la conecta con Estrasburgo (39 minutos) y París (2 horas 52 minutos). Esta ruta se conoce como TGV Est européenne. Con el cambio de horario en diciembre de 2011, el nuevo TGV conectará Karlsruhe con Marsella. En 2008 a la estación principal de Karlsruhe le fue concedido el premio de «estación del año 2008».

### Navegación
Con el puerto del Rin de Karlsruhe, la ciudad tiene el puerto fluvial más importante de Baden-Wurtemberg. El puerto fue en 2005 el número 6 de los puertos alemanes del interior por volumen de carga, con aproximadamente 6,5 millones de toneladas. El Instituto Federal de Ingeniería Hidráulica (BAW) tiene su sede en Karlsruhe.

### Aeropuerto
El aeropuerto de Karlsruhe-Baden Baden es el segundo aeropuerto comercial más grande en términos de número de pasajeros en Baden-Wurtemberg detrás del de Stuttgart. Se encuentra al suroeste de la ciudad y es una de las bases de la compañía aérea Ryanair. Otras aerolíneas que operan desde aquí son Tunisair, Intersky, Tuifly, Germania, SunExpress, Air Cairo, Onur Air o Sky Airlines.

## Deportes
| Equipo        | Deporte | Competición   | Estadio         | Creación |
| ------------- | ------- | ------------- | --------------- | -------- |
| Karlsruher SC | Fútbol  | 2. Bundesliga | Wildparkstadion | 1894     |

## Educación

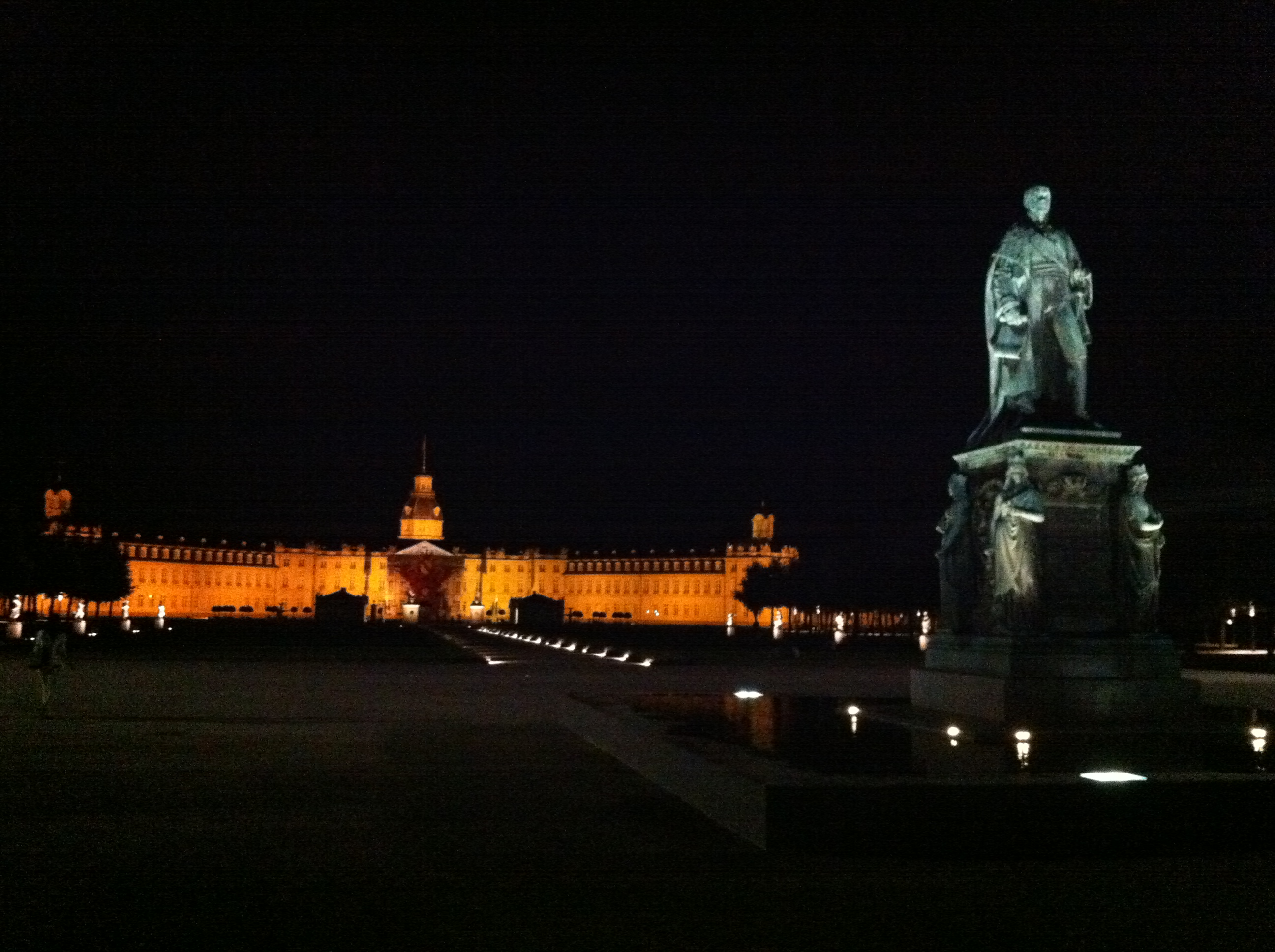
Palacio de noche

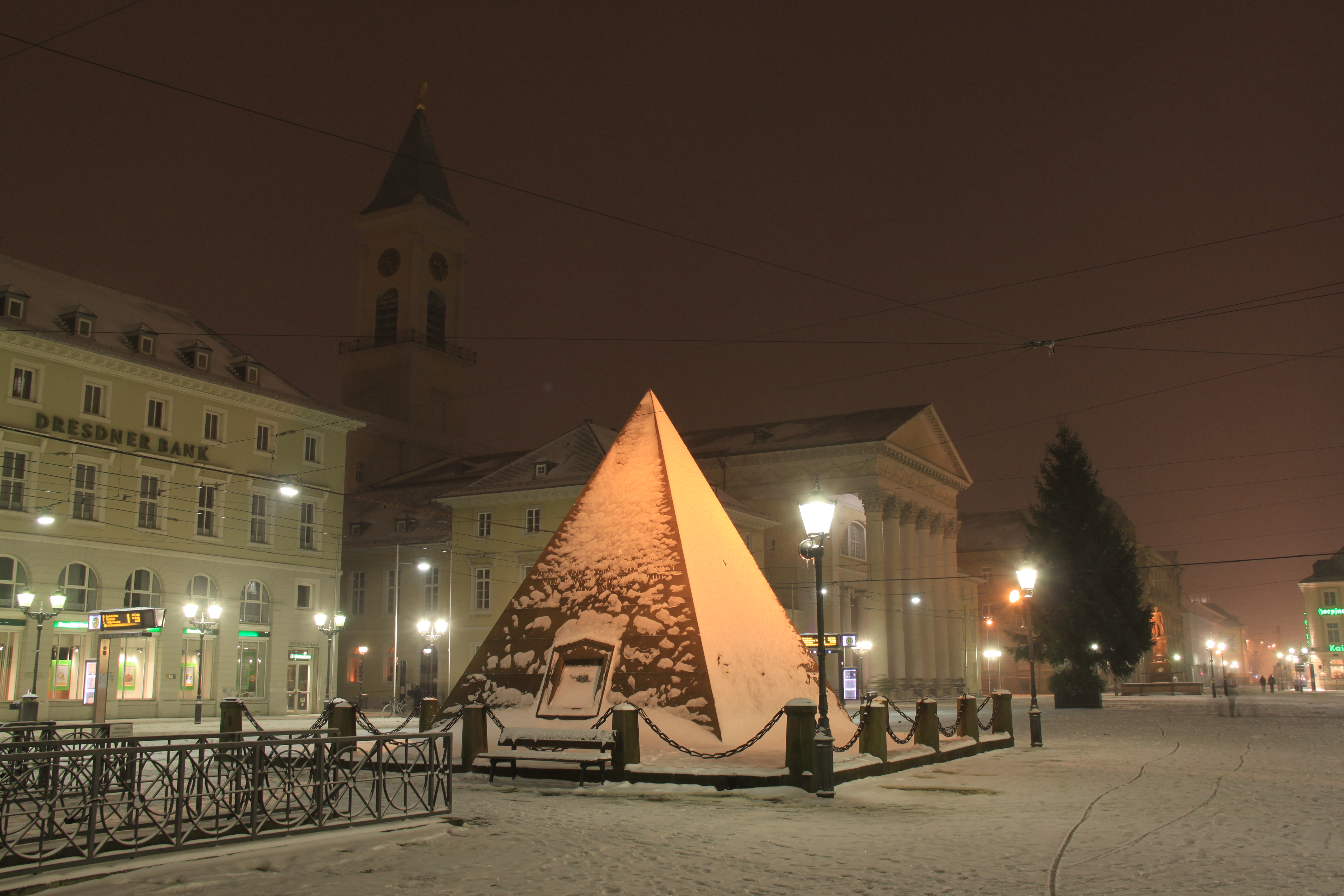
La Pirámide bajo nieve

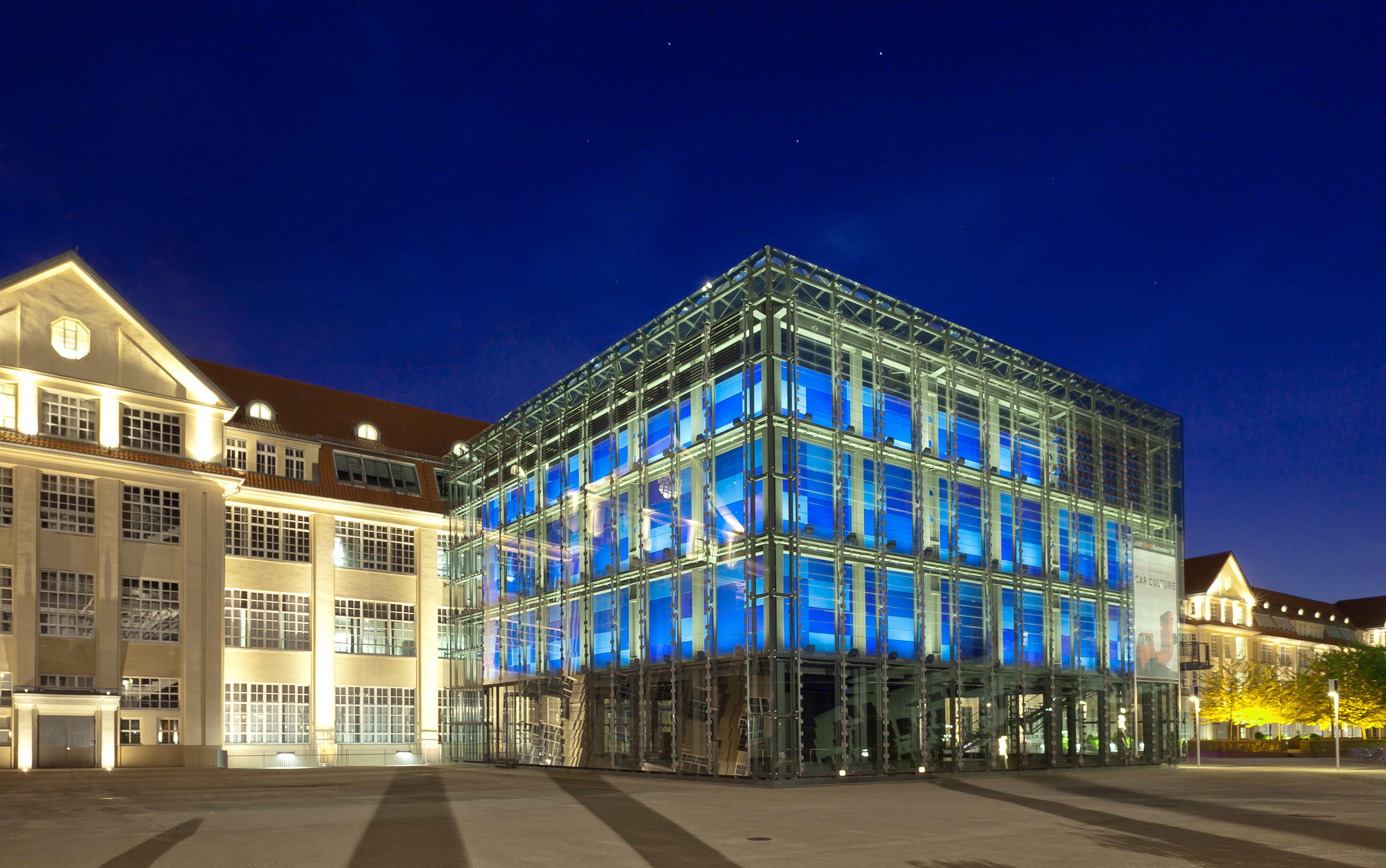
Centro de Arte y Tecnología Mediática (ZKM).

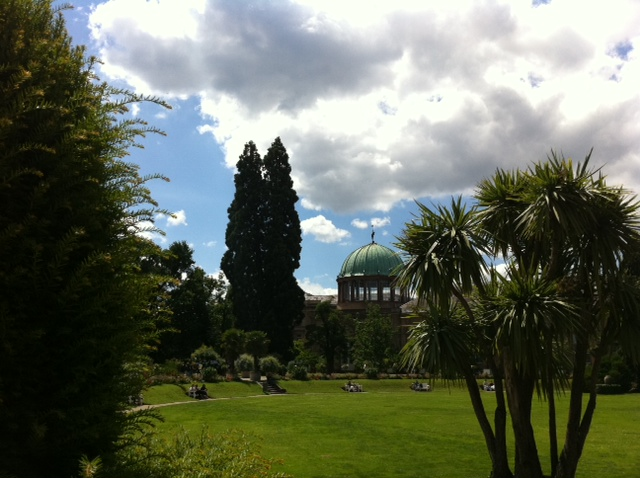
Jardín Botánico Karlsruhe

### Karlsruhe Institute of Technology
El Instituto Tecnológico de Karlsruhe (KIT) es una universidad que alberga el Centro Nacional de Investigación de la Asociación Helmholtz. Tiene cerca de 22 500 estudiantes y 9000 empleados. El KIT es el mayor centro de investigación en Alemania y el mayor empleador en Karlsruhe. Goza de una gran reputación en temas como física, economía de la información e ingeniería mecánica, eléctrica, civil, industrial e informática. El físico Heinrich Hertz descubrió la existencia de las ondas electromagnéticas durante su cátedra en Karlsruhe.
Ferdinand Braun, inventor del tubo de rayos catódicos y Premio Nobel de Física en 1909, fue profesor en Karlsruhe entre 1883 y 1887. El químico y Premio Nobel Fritz Haber desarrolló la síntesis de amoníaco durante su etapa como profesor en el KIT. Ferdinand Redtenbacher fundó aquí la ciencia básica de la ingeniería. La Universidad de Karlsruhe, primera facultad de ciencias de la computación de Alemania fue una de las tres primeras universidades en todo el país premiadas en 2006 como parte de la Iniciativa de Excelencia, el título universitario de élite.
Esta universidad acoge a miles de estudiantes internacionales, de hecho es uno de los principales destinos Erasmus para muchos estudiantes.

### Otras universidades
- Universidad de Karlsruhe - Tecnología y Economía, 6500 estudiantes
- Academia de Educación Karlsruhe, 3300 estudiantes
- Academia Estatal de Bellas Artes de Karlsruhe
- Academia Nacional de Diseño de Karlsruhe (HfG)
- Escuela superior de Música Karlsruhe (HfM)
- Universidad Internacional de Karl, el estado acreditada escuela de negocios privada con un perfil intercultural
- Europa Campus, Universidad privada con 150 estudiantes
- Colegio dual de Baden-Württemberg con 2300 estudiantes

### Centros de Investigación e Institutos
- Instituto Federal de Investigación para la Nutrición y la Alimentación
- Laboratorio de Investigación de la Radiación Sincrotrón ANKA
- Instituto Fraunhofer de Óptica electrónica, tecnologías de los sistemas y la explotación de imágenes (IOSB)
- Instituto Fraunhofer de Sistemas de Investigación e Innovación (ISI)
- Agrícola del Estado de Investigación e Investigación Augustenberg
- Max-Reger-Institut/Elsa-Reger-Stiftung (MRI), con sede en Karlsruhe desde 1996
- Química y Veterinaria Oficina de Investigación de Karlsruhe (CVUA)

## Monumentos y lugares de interés
- Palacio de Karlsruhe.
- Palacio de Gottesaue.
- Jardín Botánico de Karslruhe.
- Castillo Turmberg con Funicular.

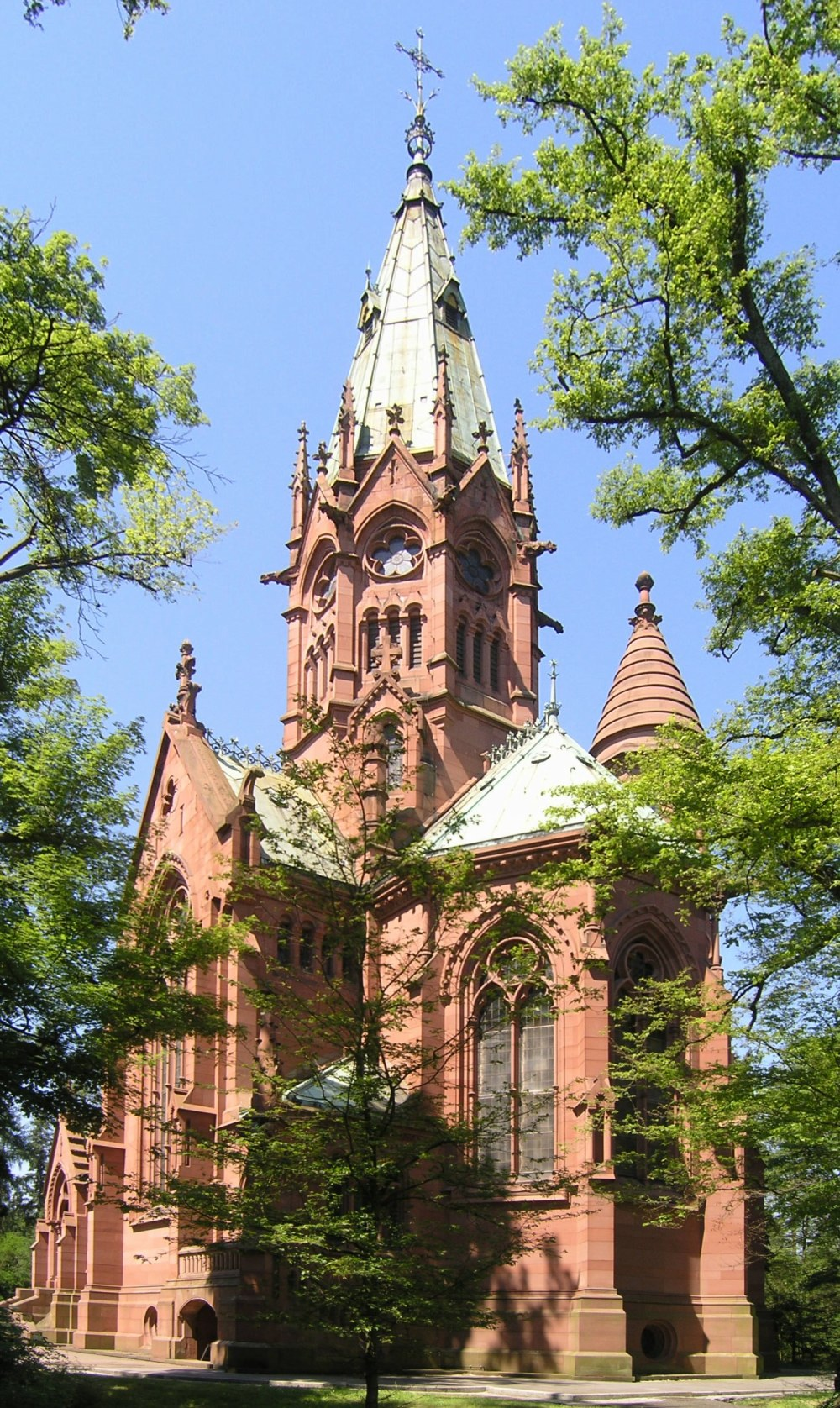
Capilla Gran Ducal de Karlsruhe.

- Tribunal Constitucional de Alemania.
- Marktplatz y la pirámide más grande, al norte de los Alpes.
- Iglesia principal de la ciudad (Marktplatz).
- Iglesia St. Estéban.
- Ludwigsplatz.
- Erbgroßherzogliches Palais
- Konzerthaus.

- Palacio del Príncipe Max.

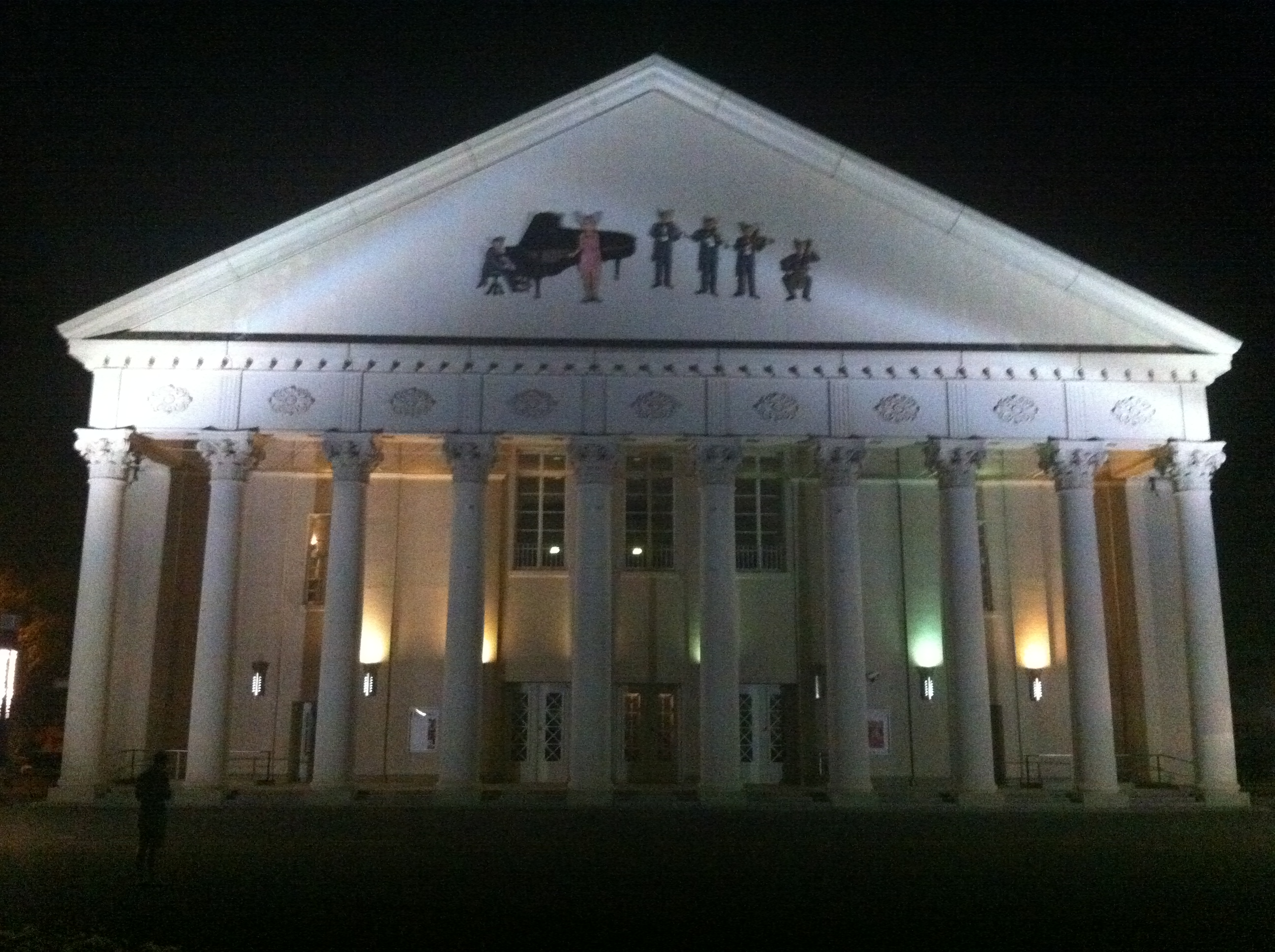
Sala de conciertos

- Bertha Benz Memorial Route a Karlsruhe-Grötzingen.

Museos
- Staatliche Kunsthalle
- Museo de Historia Natural
- Bellas artes, artesanías
- Museo Plaza del Mercado
- Museo de Arte Contemporáneo
- Museo de la Manufactura mayólica
- Centro de Arte y Tecnología Mediática (ZKM)
- Badisches Landesmuseum en el castillo de Karlsruhe

## Ciudades hermanadas
Karlsruhe está hermanada con las siguientes ciudades:
- Nancy (Francia)
- Nottingham (Reino Unido)
- Halle (Alemania)
- Timișoara (Rumania)
- Krasnodar (Rusia)